# Uruguay
Uruguay ( španělská výslovnost), plným názvem Uruguayská východní republika (španělsky República Oriental del Uruguay), je stát v Jižní Americe. Jeho sousedy jsou na severovýchodě Brazílie a na západě Argentina oddělená řekou Uruguay, podle níž se země jmenuje.
Se svou rozlohou 176 215 čtverečních kilometrů je po Surinamu druhou nejmenší samostatnou jihoamerickou zemí. Žije zde 3,44 milionu lidí, z toho 1,8 milionu v metropolitní oblasti hlavního a největšího města Montevideo.
Oficiálním jazykem je španělština, ačkoli prvními kolonizátory oblasti byli Portugalci. K evropské kolonizaci došlo, ve srovnání s okolními zeměmi, poměrně pozdě. Na Evropanech získali Uruguayci nezávislost mezi lety 1811 až 1828. Na počátku 20. století zvítězila demokracie, již přerušil vojenský převrat v roce 1973. Armáda se moci vzdala roku 1985 a demokratický režim byl obnoven.
Uruguay se v různých žebříčcích a indexech pravidelně ukazuje jako země, jež má v celé Latinské Americe nejkvalitnější demokracii, nejvyšší míru bezpečnosti, nejnižší úroveň korupce, nejvyšší elektronizaci státní správy, největší svobodu tisku a nejmohutnější střední třídu. Mezi zeměmi Jižní Ameriky má Uruguay druhý nejvyšší hrubý domácí produkt (v paritě kupní síly) na hlavu, třetí nejvyšší index lidského rozvoje a druhou nejnižší příjmovou nerovnost. Někdy bývá Uruguay označována za „nejevropštější“ z jihoamerických zemí, i proto, že 87,7 % Uruguayců uvádí, že má evropský původ (údaj zjištěný při sčítání lidu roku 2011). Jedinečnou v kontextu jižní Ameriky je absence partyzánských hnutí, paramilitárních jednotek a terorismu. Uruguay je též první zemí světa, která legalizovala marihuanu, a zemí s nejzelenější energetikou v Jižní Americe. V roce 2012 se Uruguay stala teprve druhou zemí v Jižní Americe, která legalizovala potraty.

## Název
Slovo Uruguay pochází z indiánského jazyka guaraní a co přesně označuje, není úplně jisté. Podle španělského přírodovědce Félixe de Azara se jedná o malého ptáka nazývaného el urú, jenž žije na březích řeky Uruguay. Río del país del urú by tedy znamenalo Řeka země (ptáka) urú. Jeden z Azarových průvodců však zastával názor, že se slovo Uruguay skládá ze dvou částí – uruguá (česky šnek, hlemýžď) a ï (řeka). Překlad by tedy znamenal „řeka hlemýžďů“ (Río de los caracoles). Uruguayský básník Juan Zorrilla de San Martín uváděl, že se jedná o spojení tří slov, jejichž doslovný překlad by znamenal Země pestrých ptáků (río de los pájaros pintados). Uruguayský přírodovědný dokument Divoká Uruguay uvádí, že „Uruguay“ znamená v původním jazyce „řeka barevných ptáků“.
Název Uruguayská východní republika se vztahuje ke skutečnosti, že se země nachází na východním pobřeží řeky Uruguay. Dříve existovala pod názvem Cisplatina („před La Platou“).

## Dějiny

### Před příchodem Evropanů
Úrodné planiny dnešní Uruguaye byly poprvé osídleny kolem roku 7000 př. n. l., a to nomády žijícími v malých skupinách. Tito praobyvatelé začali kolem roku 2000 př. n. l. s výrobou jednoduchých kamenných nástrojů. Postupně se z nich vytvořil národ Charrúas, u něhož byly nalezeny známky pokročilé civilizace, která provozovala rybolov a zemědělství a znala i keramiku. Druhým nejvýznamnějším národem na území dnešního Uruguaye byl Tupí-Guaraní, jehož příslušníci byli také lovci a sběrači. Veškeré původní indiánské obyvatelstvo však bylo nejpozději v polovině 19. století vyhubeno či se stalo obětí některé z katastrof.

### Koloniální období

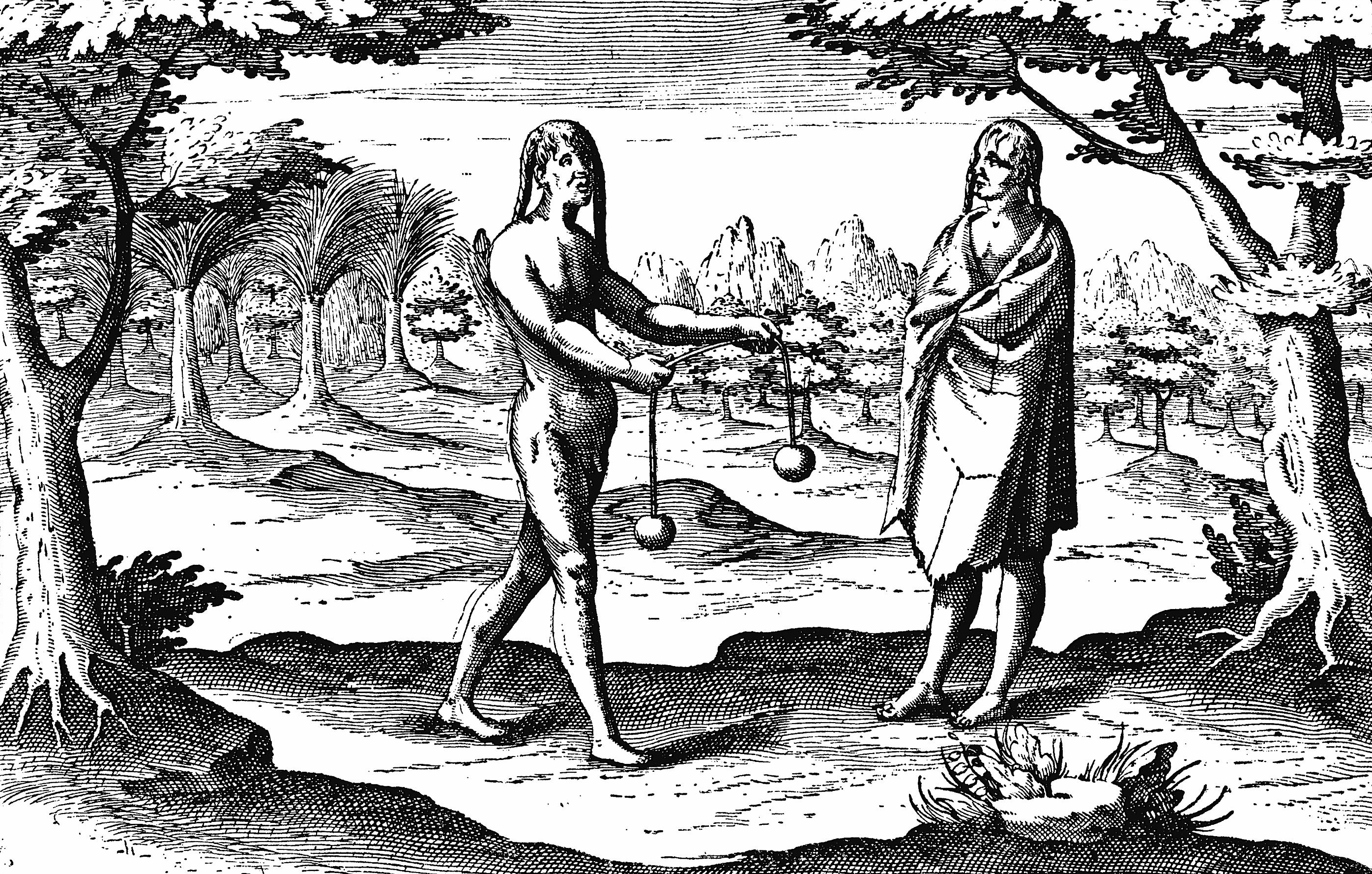
Indiáni na Río de la Plata. Rytina Hendricka Ottsena z roku 1603

Kolem roku 1516 zemi objevili Španělé a přibližně ve stejné době do země přišli i Portugalci. Od 16. století se kolonizátoři pokoušeli toto území osídlovat, naráželi však na odpor indiánů. V roce 1624 bylo v Sorianu (na řece Río Negro) Španěly zřízeno první trvalé sídlo v zemi. Roku 1726 bylo založeno Montevideo. Ve druhé polovině 18. století o území mezi Brazílií a Argentinou probíhaly mnohé boje mezi Brity, Portugalci a Španěly. V roce 1776 začlenili Španělé území do místokrálovství Río de la Plata.

### Nezávislost
Na začátku 19. století celou Jižní Ameriku zachvátila válka za nezávislost (1811–1815). Nejznámější postavou celo-jihoamerického boje za nezávislost se stal Simón Bolívar, v Uruguayi pak José Gervasio Artigas. Španělé byli z Jižní Ameriky postupně vyhnáni a vzniklo mnoho nových nezávislých států. Území Uruguaye bylo zpočátku okupováno Brazílií, ale v roce 1828 vznikla na základě mírové dohody mezi Brazílii a Argentinou a za zprostředkování Velkou Británií nezávislá Uruguayská republika. Suverenitu musela Uruguay bránit hned po vzniku v tzv. Velké válce v letech 1839–1851, původně občanské válce, do které však zasahovaly sousední Argentina a Brazílie.

### Moderní dějiny
Od poloviny 19. století začal v zemi vnitropolitický boj liberálů (colorados) a konzervativců (blancos). Situace přerostla v násilné nepokoje a občanskou válku, která vyústila ve vládu vojenské diktatury. V roce 1903 se moc vrátila do rukou civilistů. Nový prezident a reformátor José Batlle y Ordóñez realizoval demokratické a sociální reformy a pozvedl místní ekonomiku. Následovalo období prosperity, které bylo ukončeno celosvětovou hospodářskou krizí ve 30. letech 20. století. Demokratický režim byl svržen a byla nastolena vojenská diktatura. Během druhé světové války zachovávala Uruguay neutralitu, ale ke konci války se přiklonila ke Spojencům. Po válce začalo desetiletí dalšího rozkvětu ekonomiky pod vládou liberálů. Po roce 1958 se však hospodářská situace zhoršovala. Jedním z vnitropolitických projevů ekonomické krize se stala radikalizace levicových hnutí (především guerillového hnutí Tupamaros) která bojovala proti vládě. Celá situace dospěla k nové vojenské diktatuře v letech 1973–1984. V roce 1973, uprostřed rostoucí ekonomické a politické vřavy, ozbrojené síly uzavřely kongres a založily civilně-vojenský režim. Je známo, že během 12leté vojenské vlády v těchto letech bylo zabito kolem 180 Uruguayců. Většina z nich byla zabita v Argentině a dalších sousedních zemích, 36 bylo zabito přímo v Uruguayi.
Volby v roce 1984 a nástup prezidenta Julia Maríi Sanguinettiho (colorados) nastartovaly další demokratizační proces, jenž byl charakterizován hospodářskými těžkostmi (vysoký zahraniční dluh a inflace) a spory o minulost. V roce 2001 dopadla na zemi hospodářská a bankovní krize. V roce 2005 byla nadvláda dvou tradičních stran přerušena vítězstvím kandidáta středolevé Široké fronty Tabaré Vázqueze. Jeho pokračovatelem byl mezi roky 2010 a 2015 José Mujica, který během vojenské vlády strávil téměř 15 let ve vězení. Vázquez se prezidentské funkce ujal podruhé 1. března 2015. V roce 2020 byl zvolen novým prezidentem Louis Alberto Lacalle Pou jako 42. prezident Uruguaye v pořadí.

## Státní symboly

### Vlajka
Uruguayská vlajka je tvořena čtyřmi modrými vodorovnými pruhy na bílém poli, tedy devíti stejně širokými pruhy střídavě bílými a modrými. V bílém čtverci v levém žerďovém rohu (karé), který má šířku pět pruhů, je umístěné populární jihoamerické žluté májové slunce svobody s osmi rovnými a osmi zvlněnými paprsky (jsou žluté s černou kresbou).

### Znak
Uruguayský státní znak je tvořen oválným štítem postaveným na výšku, z jehož horní části vychází květnové slunce. Štít je lemován olivovou a vavřínovou ratolestí, které jsou dole svázány modrou stuhou. Štít je rozdělen na čtyři pole. První nese zlaté váhy (symbol spravedlnosti) na modrém pozadí. Druhé je bílé s vyobrazením montevidejské pevnosti Fortaleza del Cerro na kopci nad mořem. Třetí pole zobrazuje černého kráčejícího koně na bílém pozadí jako ztělesnění svobody a čtvrté pole je modré se zlatým volem.

### Hymna
Uruguayskou hymnu, známou též jako Orientales, la Patria o la Tumba, složil Francisco José Debali. K hymně byl použit text uruguayského básníka a spisovatele Francisca Acuña de Figueroa. Hymna je se svojí délkou přes 6 minut a 105 takty nejdelší státní hymnou nezávislé země na světě.

## Geografie

### Poloha
Uruguay leží na pobřeží Atlantského oceánu, v regionu Cono Sur. Je to druhý nejmenší jihoamerický stát; menší je jen Surinam (ještě menší je sice Francouzská Guyana, ale ta není suverénním státem, nýbrž zámořským územím Francie). Na severovýchodě sousedí s Brazílií (délka hranice je 1068 km) s kterou vede dva hraniční spory o území Isla Brasilera a Rincón de Artigas v okrese Artigas, a na západě s Argentinou (541 km). Pobřeží je dlouhé 660 km, jeho část je omývána vodami Río de la Plata.

### Klima
Na severu země je klima subtropické, na jihu mírné (podobně jako třeba na jihu Francie, v Itálii nebo Španělsku, s pevně danými ročními dobami). Průměrná teplota je 17,5 °C. Nejteplejší měsíc je leden (32 °C), nejchladnějším červen (6 °C). Srážky jsou v Uruguayi po celý rok, průměrně 1000 mm/rok, v nejvodnatějších oblastech na severu země až 1400 mm/rok. Od června do prosince padá celkově méně srážek než od ledna do května. Měsíc s největším množstvím srážek je prosinec.

### Krajina

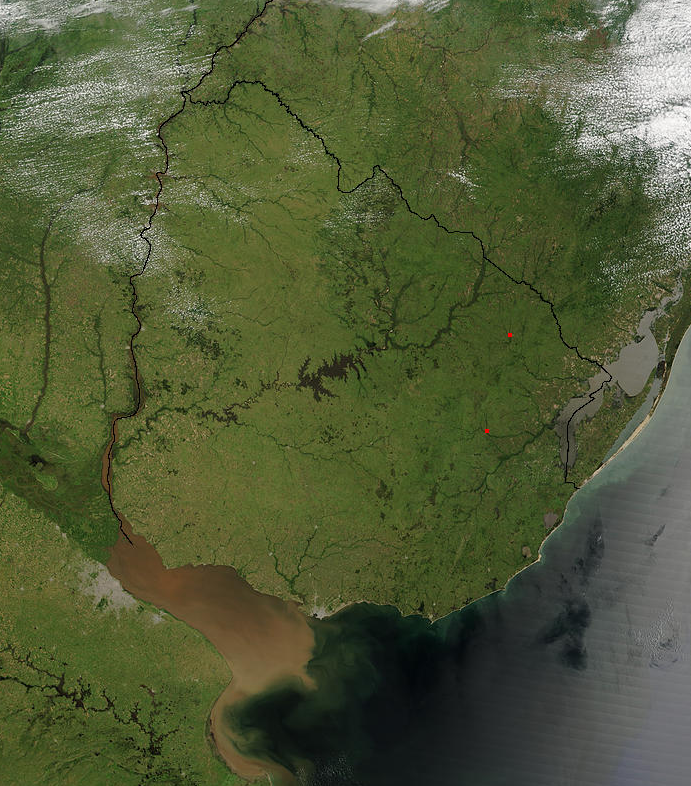
Satelitní snímek Uruguaye

Území Uruguaye je geograficky pokračováním argentinské pampy, která přechází do pahorkatiny tvořené nízkými zaoblenými hřbety zvanými cuchillas a plynule navazuje na Brazilskou vysočinu. Jih země je rovinatý, jen u pobřeží se prudce svažuje. Podél řeky Uruguay se nachází močálovité roviny, které bývají často zaplavovány. Střed země je nízká planina, která se místy pozvedá v pahorky až do výše 500 m n. m. Terénní zlomy a svědecké pahorky krajině propůjčují zřetelně pahorkovitý charakter. Jihovýchodní pobřeží je rozděleno na písečné pláže a doliny. Je ploché, vesměs písčité, často však znepřístupněné skalními ostrůvky a útesy, což komplikovalo stavbu přístavů. Na severu země jsou časté vyvýšeniny (např. Cuchilla de Haedo), ale nikde nepřevyšují hranici 600 m n. m. Nejvyšším bodem země je Cerro Catedral v pohoří Carapé (514 m n. m.), dále jsou to vyvýšeniny Cerro Ventana (420 m n. m.) a Cerro Colorado (299 m n. m.). Nejnižší bod země je na mořské hladině. Půda je v Uruguayi úrodná a v celé zemi zemědělsky využívána. Lesy zaujímají jen kolem 5 % celkové plochy země.

## Flóra a fauna

### Flóra
Většinu povrchu Uruguaye kdysi pokrývala pampa, ale nyní konkuruje pastvinám. Malé procento území je zalesněno. Většina stromů roste v úzkých pobřežních pásmech podél vodních toků; hlavními druhy jsou líčidlo – křovitá rostlina podobná stromu – a olše. Mezi další patří vrba, eukalyptus, borovice, topol, akácie a aloe. Častý je rohovník a kebračovník, v údolích a podél jihovýchodního pobřeží rostou domorodé palmy. Mezi běžné menší rostliny patří myrtovité, rostliny rodu citlivka, rozmarýn (vč. šalvěje), zarděnice, třezalka, violka aj.

### Fauna
Mezi původní savce patří např. z kočkovitých šelem (kočkotvární) kočka slaništní a margay, patrně již vymizel ocelot velký a jaguár (Panthera onca), není jisté, zda se ještě vyskytuje jaguarundi; z psotvárných vymizel pes hřivnatý, potvrzena již není ani vydra obrovská, žije zde mýval jižní a na ostrovech u jihovýchodního pobřeží tuleni. Dále zde žije kapybara, paka nížinná, nutrie (Myocastor coypus), vačice bělobřichá a vačice čtyřoká, mravenečník čtyřprstý (vymizel mravenečník velký), pásovci devítipásý , sedmipásý a šestipásý, z myšovitých křeček Azarův, z jelenovitých axis indický a mazama šedohnědý, z letounů upír obecný.
Z ptactva zde žije ibis běločelý, albatros královský, albatros šelfový, volavka bílá vč. poddruhu v. b. americká, plameňák chilský, z kachen husička vdovka, labuť černokrká a pižmovka americká; ze sokolů jsou to čimango žlutavý, čimango šedonohý, karančo jižní, ostříž aplomado, poštolka pestrá a sokolík kropenatý, z jestřábovitých káně černohrdlá, káně bělohrdlá a káně pestrá; dále tu žije nandu pampový, sýček králičí, papoušci, kolibříci atd. Z pěvců např. drozdec bělobrvý, lesňáček oranžovoprsý, strnadovití, tangara, tyran bentevi, vlhovcovití a mnozí další.
Z plazů v Uruguay žijí ještěrky, želvy, hadi (anakonda žlutá, hroznýš královský aj.) a na horním toku řeky Uruguay kajman šíronosý.

## Politika

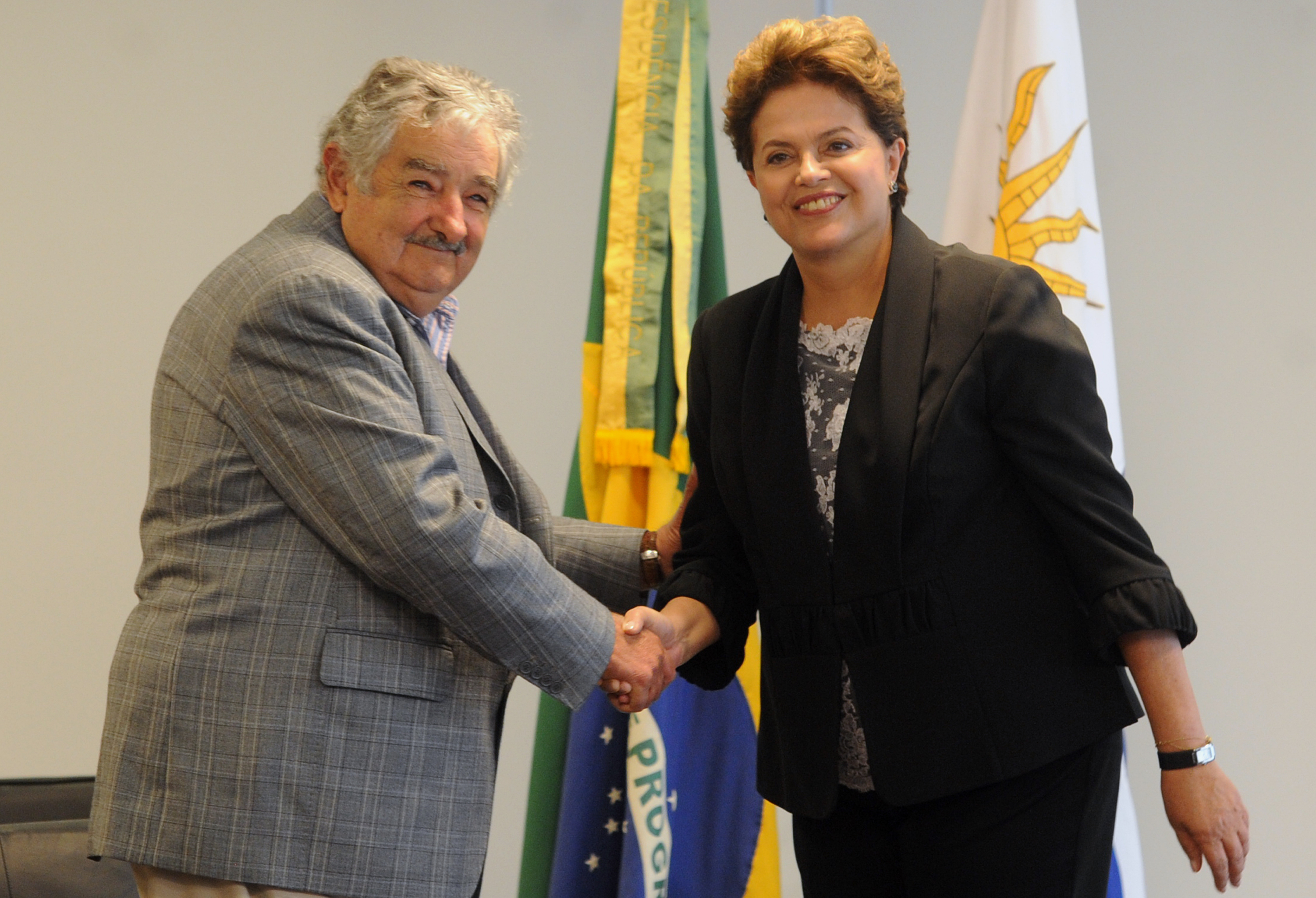
José Mujica a prezidentka Brazílie Dilma Rousseffová v roce 2011

První Uruguayská ústava byla přijata 18. července 1830 a silně se orientovala podle španělské ústavy. K první revizi původní ústavy došlo v roce 1918 v souvislosti s Batlleho reformami. Reformy ústavy následovaly v letech 1934, 1942, 1951, 1967 a 1997. K nejvýraznějším změnám došlo v ústavě z roku 1951, kdy byla v zemi zavedena kolektivní forma vlády a systém rotačního prezidentství podle švýcarského vzoru. V roce 1967 se země vrátila k prezidentskému systému. V současné době je:
- výkonná moc svěřena prezidentovi volenému na pět let, který je současně předsedou vlády i hlavou státu;
- zákonodárná moc vykonávána dvoukomorovým parlamentem (Asamblea General) složeným ze 30členného senátu (Cámara de Senadores) a 99členné sněmovny reprezentantů (Cámara de Representantes); volby jsou všeobecné a přímé; volební mandát je na pět let.

Soudní moc spočívá v rukou Nejvyššího soudu, jehož soudci jsou jmenováni parlamentem na 10 let. Nejvyšší soud plní úlohu ústavního soudu a zároveň je poslední odvolací instancí místních soudů.
Uruguayská ústava umožňuje občanům, aby rušili právní předpisy nebo měnili ústavu iniciativou, která může vyvrcholit celostátním referendem. Během posledních 15 let byla tato metoda použita několikrát: k potvrzení zákona o vzdání se stíhání členů armády, kteří porušovali lidská práva během vojenského režimu (1973–1985), k zastavení privatizace podniků veřejných služeb, k ochraně příjmů důchodců, na ochranu vodních zdrojů.
Uruguay neužívá trest smrti.

### Administrativní dělení
Uruguay je rozdělena do 19 historicky vzniklých departementů (španělsky departamentos, jednotné číslo departamento), které však vzhledem k centralistickému státu mají jen poměrně málo pravomocí. V čele departementů stojí Intendente Municipal volený z parlamentů jednotlivých departementů (junta departamental).
| Departement | Hlavní město           |                | Departement      | Hlavní město |
| ----------- | ---------------------- | -------------- | ---------------- | ------------ |
| Artigas     | Artigas                |                | Paysandú         | Paysandú     |
| Canelones   | Canelones              | Río Negro      | Fray Bentos      |              |
| Cerro Largo | Melo                   | Rivera         | Rivera           |              |
| Colonia     | Colonia del Sacramento | Rocha          | Rocha            |              |
| Durazno     | Durazno                | Salto          | Salto            |              |
| Flores      | Trinidad               | San José       | San José de Mayo |              |
| Florida     | Florida                | Soriano        | Mercedes         |              |
| Lavalleja   | Minas                  | Tacuarembó     | Tacuarembó       |              |
| Maldonado   | Maldonado              | Treinta y Tres | Treinta y Tres   |              |
| Montevideo  | Montevideo             |                |                  |              |

## Ekonomika
Jedná se o jeden z nejvyspělejších států Jižní Ameriky. Je to politicky vyrovnaná země, z čehož ekonomika hlavně těží. Uruguay má druhý nejvyšší HDP (v paritě kupní síly) na hlavu, třetí nejvyšší index lidského rozvoje a druhou nejnižší příjmovou nerovnost v Jižní Americe.
Přesto se na počátku 21. století hospodářství země otřáslo v základech. Uruguay zaznamenala mezi lety 1999 a 2002 velkou hospodářskou a finanční krizi, která byla převážně odrazem problémů Argentiny. Ekonomika poklesla o 11 % a nezaměstnanost dosáhla 21 %. Navzdory závažnosti problémů zůstaly finanční ukazatele stabilnější než u sousedů, zejména díky solidní pověsti mezi investory a ratingu státních dluhopisů, jenž je druhý nejlepší v Jižní Americe. V období 2004-2008 již ekonomika znovu rostla v průměru o 6,7 %. Míra chudoby se snížila z 33 % v roce 2002 na 21,7 % v červenci 2008, zatímco extrémní chudoba klesla z 3,3 % na 1,7 %. Jedním z realizovaných poučení z krize byla snaha snížit závislost uruguayské ekonomiky na argentinské a brazilské.
Nejdůležitějším průmyslem je potravinářský a textilní. V intenzivním zemědělství je zastoupeno stále ještě pastevectví, které má na území Uruguaye dlouhou tradici. Pěstují se veškeré světové plodiny. Důležitý je přístav Montevideo, z kterého plynou do státní pokladny významné finanční prostředky. Cestovní ruch je rozvinutý a velkou měrou se podílí na celkovém HDP země.
Státní dluh činí 67,6 procenta HDP (k roku 2022). Nejvíce vývozu z Uruguaye míří do Číny, Brazílie a Argentiny. Tyto tři státy dominují i v dovozech. Většinu vývozu tvoří potraviny, zejména hovězí maso, sojové boby a nápojové koncentráty. Významný je také export celulózy.
Dne 11. prosince 2013 Uruguay jako první země na světě legalizovala pěstování, užívání i prodej konopí.
Téměř 95 % elektrické energie v Uruguayi pochází z obnovitelných zdrojů energie, většinou z vodních elektráren a větrných parků.
Proslulé jsou rovněž výsledky v elektronizaci státní správy a života vůbec. V roce 2009 se Uruguay například stala první zemí na světě, která poskytla každému žáku základní školy přenosný osobní počítač.

## Obyvatelstvo

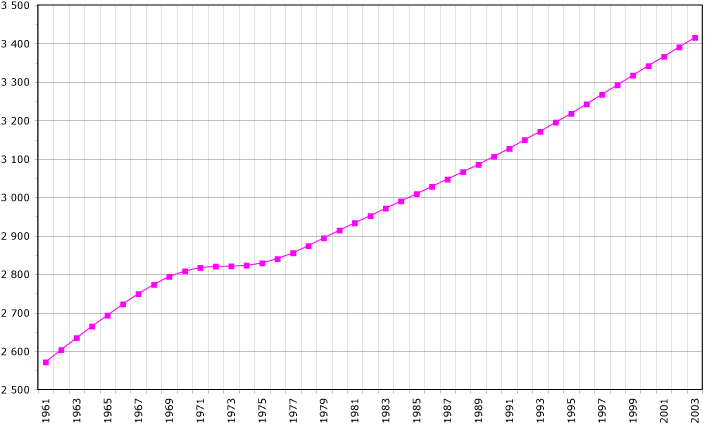
Vývoj počtu obyvatelstva mezi roky 1961 a 2002 (údaje FAO z roku 2004)

Většina obyvatel Uruguaye bydlí na pobřeží. V roce 2011 byl jejich počet po sčítání lidu odhadován na 3,316,328 v porovnání s 2,239,000 obyvatel v roce 1950, v poměru 0.93 mužů/žen. Uruguay je nejvíce urbanizovanou zemí Jižní Ameriky, 91,8 % obyvatel žije ve městech. Skoro polovina obyvatel země bydlí v hlavním městě Montevideo, které má 1,4 milionu obyvatel.

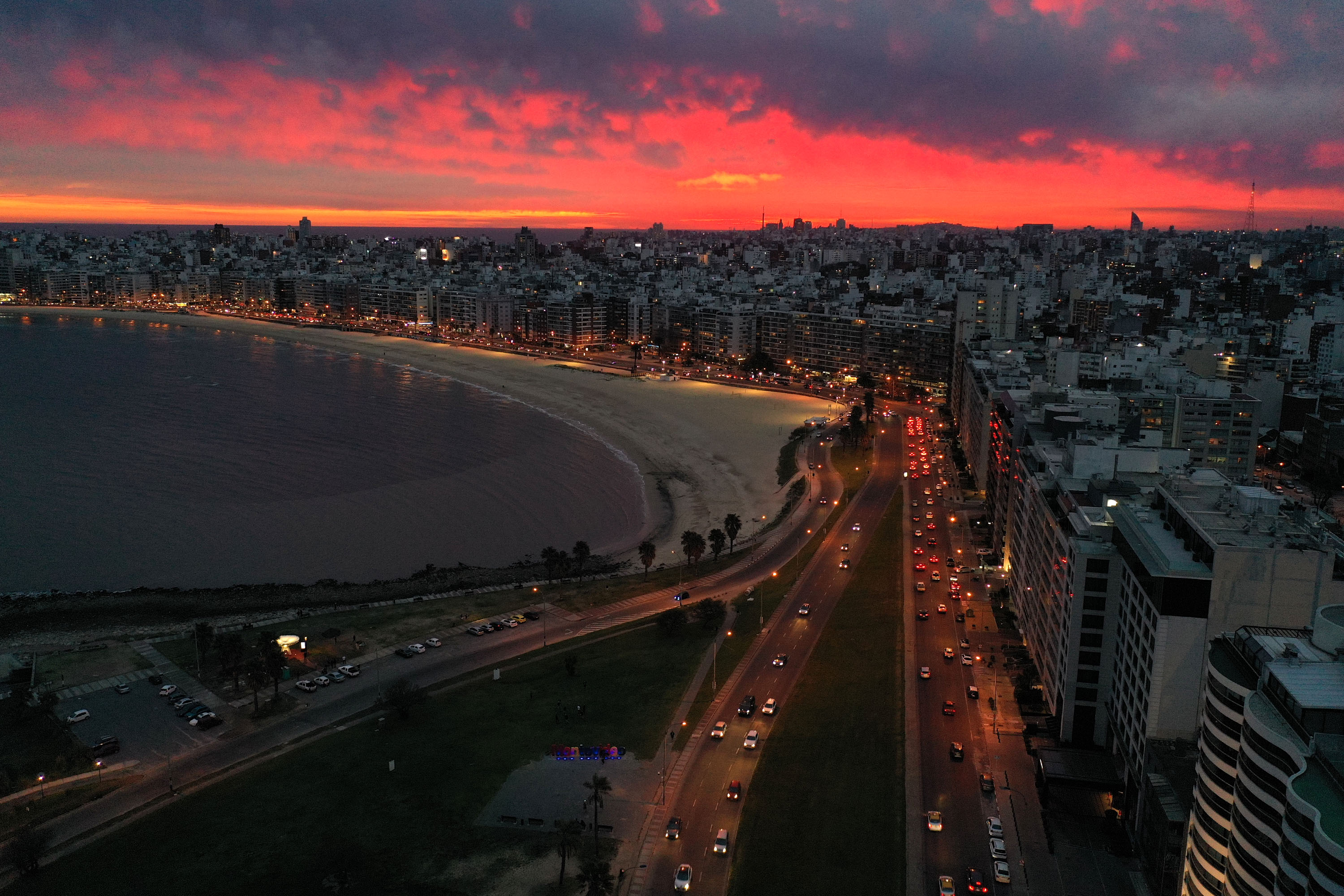
Noční Montevideo

Předkové většiny Uruguayců (okolo 88 %) jsou potomci evropských kolonizátorů, kteří sem přišli v 19. století, a to ponejvíce ze Španělska a Itálie (asi jedna čtvrtina populace je italského původu). V roce 2011 pří sčítání lidu státním statistickým úřadem (Instituto Nacional de Estadística; INE) v hodnocení převládajícího rodového původu (byla povolena jen jedna volba ) bylo zjištěno, že 93,9 % respondentů uvedlo převažující evropský rodový původ, 4,9 % černý nebo africký, 1,1 % původní domorodý a 0,1 % asijský nebo žlutý. V nedávné době sem také přišlo množství Brazilců a Argentinců, kteří z vlasti uprchli buď kvůli sporu se zákonem, nebo za zlepšením životních podmínek. Migrační zákon, který prošel v roce 2008, dává přistěhovalcům stejná práva a příležitosti, jako mají státní příslušníci; předpokladem je prokazovat měsíční příjem 650 amerických dolarů.
Druhou nejvýznamnější skupinou obyvatel (okolo 8 %) jsou míšenci Evropanů a Indiánů. Afrického původu jsou asi 4 % obyvatelstva. Původní indiánské obyvatelstvo dnes tvoří asi 1 % populace země. Největší skupinou mezi indiány jsou kmeny Guaraní.
V posledních dvou desetiletích[kdy?] ze země odešlo okolo 500 000 Uruguayců, a to hlavně do Argentiny, Španělska a Spojených států.
Kvůli poměrně malé míře porodnosti (15,1 ‰), vysoké délce života (průměr 76,4 let) a emigrantům (0,32 emigrantů na 1000 obyvatel) uruguayjská společnost rychle stárne. Přírůstek obyvatelstva je ročně 0,24 % (odhad z roku 2011). Téměř čtvrtině populace je méně než 15 let a asi sedmina je ve věku 60 a více let.

### Jazyk
Úředním jazykem je španělština. Ovšem jelikož byly původními kolonizátory Portugalci, je rovněž významně rozšířena směs portugalštiny a španělštiny, tzv. portuñolština. Zhruba pro 450 000 Uruguayců je portuñolština mateřským jazykem nebo druhým jazykem.

### Víra
Ke katolické církvi se hlásí 66 % Uruguayců, což je méně než v jiných latinskoamerických zemích. Naopak zřetelně vyšší oproti okolním státům je podíl ateistů (30 %), protestantů (2 %) a židů (2 %). Z protestantských skupin mají zvláštní postavení valdenští, kteří si v Uruguay zbudovali svou jihoamerickou základnu. Židovská imigrace měla dvě vlny, Sefardé z Turecka přišli v roce 1904, Aškenázové z Ruska roku 1906. Usazovali se zejména v Montevideu, které se atmosférou dosti lišilo od jiných metropolí v Jižní Americe, silně katolických. Ještě v 60. letech 20. stol. měla Uruguay největší židovskou diasporu na světě v poměru k počtu obyvatel země. Od té doby však počty setrvale klesají, mnoho z uruguayských židů odešlo do Izraele.

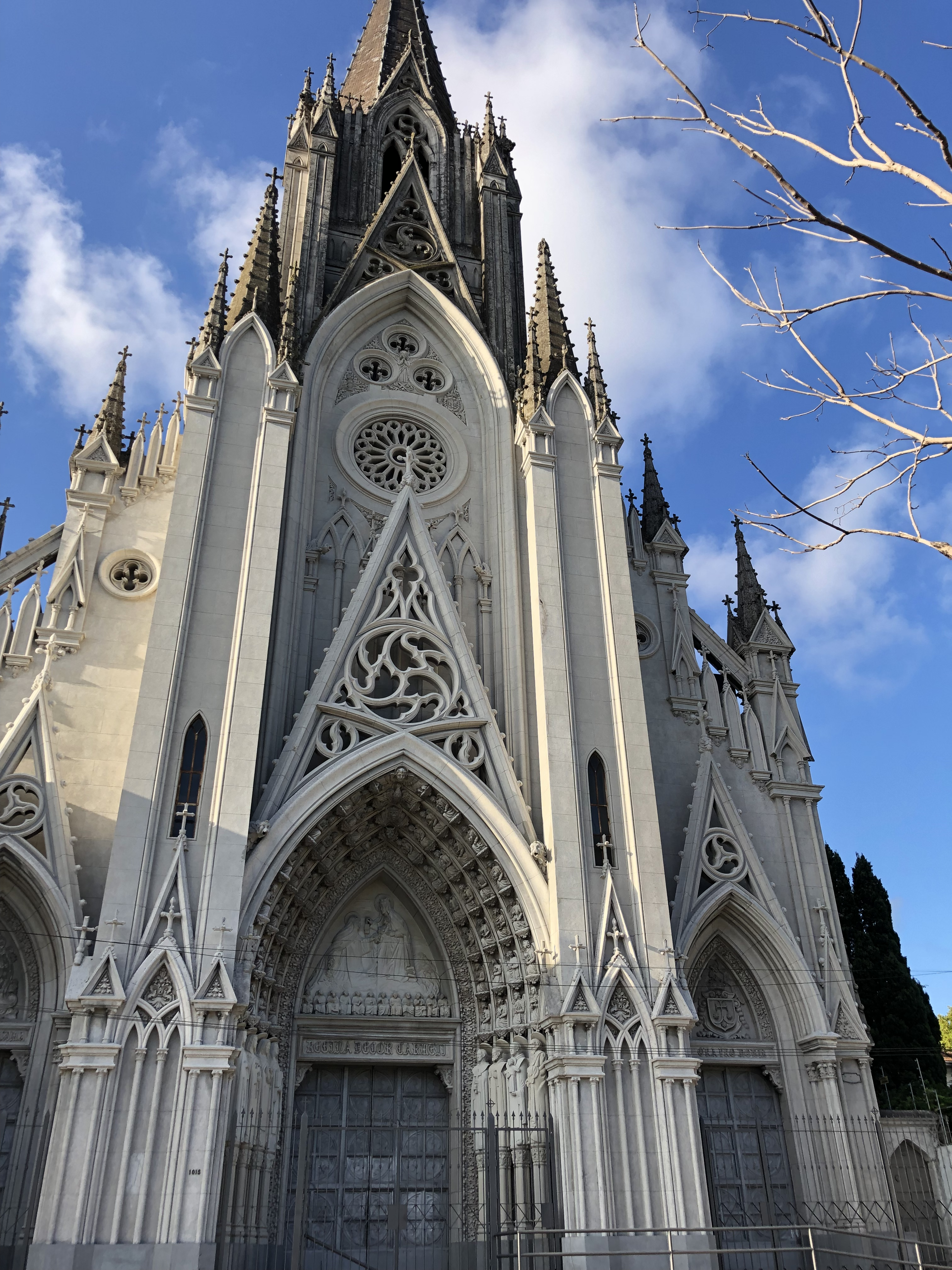
Katolický kostel Iglesia de las Carmelitas v Montevideu

## Kultura

### Umění
Spisovatel Juan Carlos Onetti získal v roce 1980, jakožto první Uruguayec v historii, neprestižnější literární ocenění španělskojazyčného světa, Cervantesovu cenu. V roce 2018 tutéž cenu získala básnířka Ida Vitaleová. Byla představitelkou tzv. Generace roku 45, podobně jako třeba básník Mario Benedetti. Autor fantastických povídek Horacio Quiroga ovlivnil budoucí magický realismus. Klasikem moderní uruguayské poezie je Delmira Agustiniová či Juana de Ibarbourou. Levicovou esejistikou se chtěl prosadit Eduardo Galeano (zejm. Otevřené žíly Latinské Ameriky).
Hudební skladatel Jorge Drexler se roku 2004 stal prvním Uruguaycem, který získal Oscara, a to za píseň „Al otro lado del rio“ k filmu Diarios de motocicleta (Motocyklové deníky). Jako zpěvačka i herečka telenovel se proslavila Natalia Oreiro. Podařilo se to i herečce Bárbaře Mori, většinou v mexických produkcích.
Na seznam světového kulturního dědictví UNESCO bylo zapsáno historické centrum města Colonia del Sacramento a industriální komplex zpracovny masa ve městě Fray Bentos.

## Sport
Od roku 1924 se Uruguay účastní olympijských her. Jediné dvě zlaté vybojovali fotbalisté (viz níže). Podařilo se však získat dvě medaile stříbrné, a to na olympijských hrách v Londýně roku 1948 veslaři Eduardo Rissovi a na olympiádě v Sydney roku 2000 dráhovému cyklistovi Miltonu Wynantsovi v bodovacím závodě. Dvě bronzové medaile získal uruguayský basketbalový tým mužů (1952, 1956), tři bronzové medaile získali veslaři a jednu boxer Washington Rodríguez.

### Fotbal

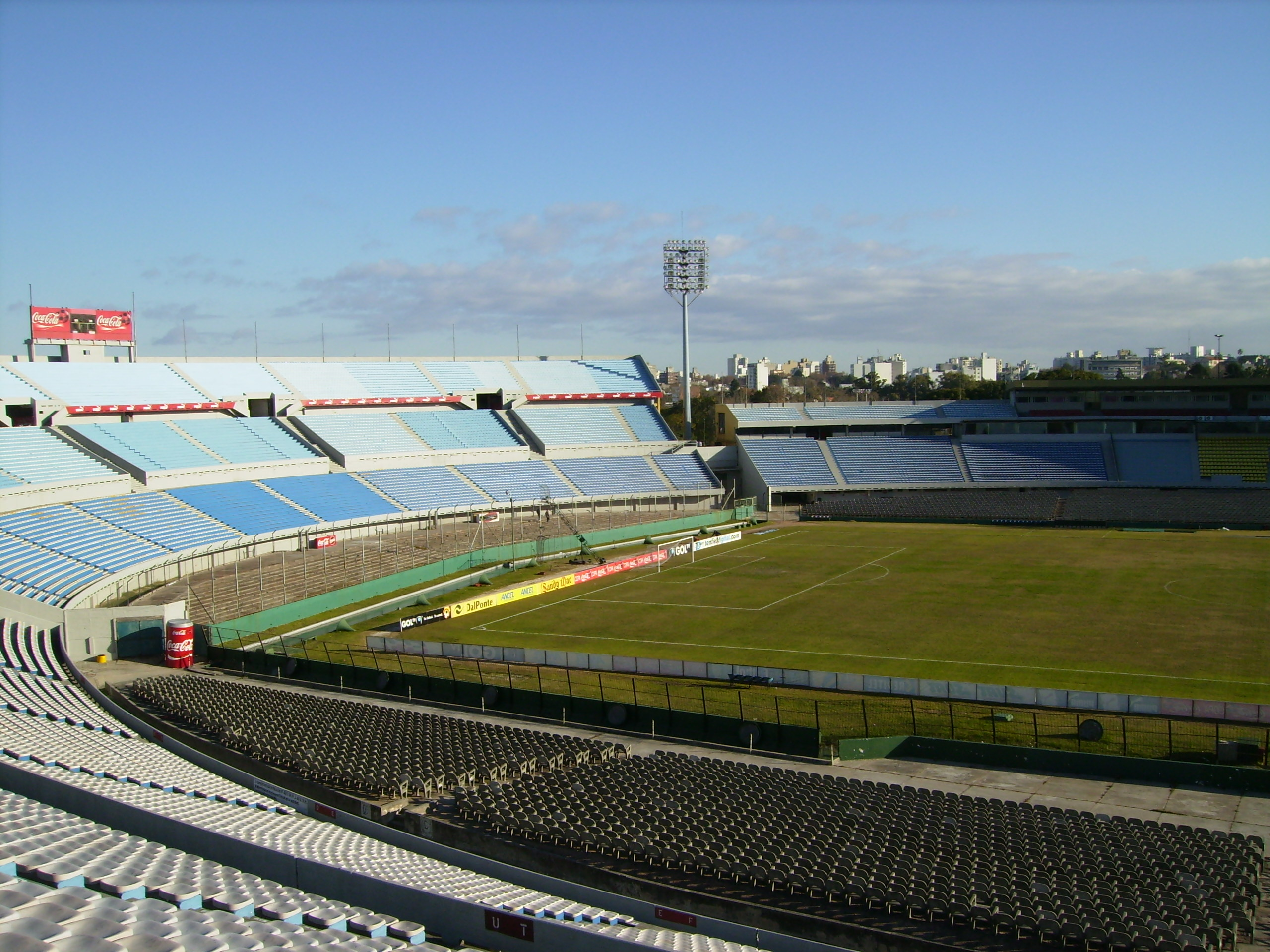
Stadion Centenario

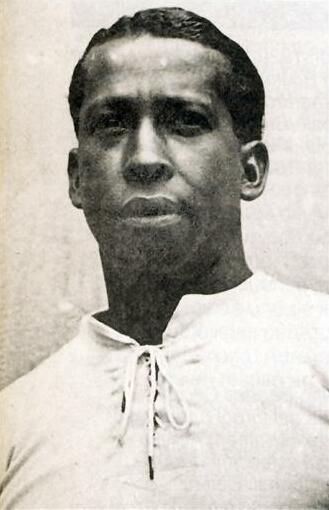
José Andrade

Hlavním sportem v Uruguayi je kopaná. Velký moderní fotbalový stadion je v každém větším uruguayském městě. Jen v hlavním městě Montevideu působí tři světoznámé fotbalové kluby Nacional, Peňarol a Cerro. Ve 20. letech 20. stol. byly v Montevideu velmi úspěšné také CA Bella Vista a CA Lito Montevideo. Klub, který byl již třikrát vítězem Uruguayské národní fotbalové ligy Danubio F.C., hraje na stadionu pro 20 000 diváků, který slouží dostihovému sportu v Montevideu. Od založení bulharskými exulanty v roce 1932 je nejmladším klubem v uruguayské první lize. K novějším úspěšným fotbalovým klubům patří též Liverpool Montevideo.
Reprezentační fotbalové národní mužstvo Uruguaye je dvojnásobným mistrem světa (1930 a 1950), dvojnásobným olympijským vítězem (1924, 1928) a třikrát získala Uruguay na světových fotbalových šampionátech bramborovou medaili (čtvrté místo – účast v semifinále v letech 1954, 1970 a 2010). Z hráčů se proslavili Héctor Scarone, Pedro Petrone, Emilio Recoba, Pedro Cea, Paolo Dorado, Santos Iriarte, Héctor Castro, José Andrade, Victor Rodríguez Andrade, Obdulio Varela, Juan Carlos a Matias Gonzálezové, Juan Alberto Schiaffino, Pablo Forlán, Pedro Rocha, brankář Ladislao Mazurkiewicz (na mistrovství světa v Anglii 1966), zahajovací utkání ve Wembley, v němž zazvonilo Rochovo břevno střelou ze 40 m – Anglie – Uruguay 0 : 0 , vítězství nad Francií 2 : 1, kde Mazurkiewicz obdržel gól pouze z penalty, Uruguay došla až do čtvrtfinále, kde byla vyřazena pozdějším finalistou Německou spolkovou republikou, v tvrdém utkání a Mazurkiewicz poprvé kapituloval gólem ze hry, až byli Uruguaycům dosti přísně vyloučeni dva hráči ), Enzo Francescoli a Álvaro Recoba. Ze současných hráčů na fotbalovém mistrovství světa v Jihoafrické republice (léto 2010) lze jmenovat Diego Forlána, Diego Lugána, Luise Suaréze a Edinsona Cavaniho Gómeze, kteří zazářili i na Mistrovství Jižní Ameriky (Copa América) v Argentině, kde na cestě do vítězného finále vyřadili i domácí mužstvo. Uruguay je též několikanásobným vítězem Jihoamerického Poháru a současným mistrem Jižní Ameriky.
Na Copa América od roku 1916 zvítězila uruguayská fotbalová reprezentace již patnáctkrát (Argentina 14×, Brazílie 8×, Paraguay a Peru 2×, Kolumbie a Bolívie jednou; stříbrnou medaili získalo Chile a Mexiko, bronzovou Honduras, čtvrté místo získaly ještě USA, Venezuela a Ekvádor), 6× získala stříbrnou medaili a 9× bronzovou.
V Uruguayi se konalo zatím jediné, zato první fotbalové mistrovství světa – od 12. do 30. července 1930, jehož se zúčastnilo třináct zemí ve čtyřech skupinách. Uruguay postoupila ze své skupiny do semifinále stejně jako USA bez jediné obdržené branky; v nejtěžším utkání na Centenario Estadio v Montevideu před 85 000 diváků zvítězila nad Peru, předtím poraženým Rumunskem, pouze 1 : 0. Chuť si Uruguayci napravili výhrou nad Rumunskem 4 : 0, téměř před stejnou návštěvou. Třetím postupujícím byla Jugoslávie, která ve své skupině obdržela jedinou branku od nepostupující Brazílie, přestože deklasovala Bolívii 4 : 0. Čtvrtý semifinalista, ambiciozní Argentina porazila Francii 1 : 0, avšak od Mexika obdržela tři (6 : 3) a od Chile jednu (3 : 1) branku. Obě semifinále hraná 26. a 27. července 1930 skončila shodně deklasováním soupeřů 6 : 1 (Argentina : USA , Uruguay : Jugoslávie; Uruguayec Pedro Cea v semifinálovém zápase vstřelil tři góly). Utkání o třetí místo na mistrovství světa se tehdy ještě nehrálo a oběma poraženým semifinalistům (USA i Jugoslávii) byly přiděleny svorně bronzové medaile (o bronzové medaile se poprvé bojovalo až na 5. světovém šampionátu v kopané v roce 1954 ve Švýcarsku – Uruguay : Rakousko 1 : 3, poločas 1 : 1, pro Uruguay, tehdejšího mistra světa ze čtvrtého „brazilského“ světového šampionátu, stejně nešťastný zápas – prohra penaltou a vlastním gólem – jako semifinále, kde po výsledku 2 : 2 podlehli tehdy hvězdnému Maďarsku až po prodloužení – ve skupině C Uruguay : Československo 2 : 0, Uruguay : Skotsko 7 : 0, Rakousko : Československo 5 : 0, Rakousko : Skotsko 1 : 0 – vítěz Uruguay, zápas s Rakouskem se již nehrál, neboť oba týmy již postupovaly, prvenství ve skupině C o skóre 9 : 0 ve prospěch Uruguaye bylo tehdy ve Švýcarsku potvrzeno ještě losem, čtvrtfinále Uruguay : Anglie 4 : 2, poločas 2 : 1 ).
Finále 1. mistrovství světa v kopané se konalo na Centenario Estadio v Montevideu 30. července 1930 téměř před 100 000 diváky a bylo zajímavé tím, že Argentina po úvodním uruguayském gólu (Dorado 12´) otočila výsledek poločasu dvěma brankami ve svůj prospěch (Peucelle 20´a Stábile 37´). Ve druhém poločasu však úspěšně stříleli jen Uruguayci (Cea 57´, Iriarte 68´, Castro 89´) a stali se tak finálovými vítězi (4 : 2) jako tehdy úřadující dvojnásobní olympijští vítězi i první mistři světa v kopané.
Velké ambice měla Uruguay i na mistrovství světa 2014 v Brazílii po postupu ze základní skupiny, kde vyřadila národní mužstva Anglie (2 : 1) a Itálie (1 : 0). Právě v utkání s Itálií však nejlepší hráč Uruguaye Luis Suárez kousl v zápalu boje italského obránce a ač nebyl vyloučen během utkání, byl po zápase výborem FIFA exemplárně potrestán (vyloučením z turnaje, vysokou pokutou, zákazem dalších startů za Uruguay, FC Liverpool i FC Barcelona, kam přestupoval- pro hlasovali i zástupci Brazílie, kterým zřejmě Uruguay nevyhovovala jako možný čtvrtfinálový soupeř). Tak byla Uruguay bez Suareze v dalším kole po chybách brankáře Muslery vyřazena. Podobně Uruguay neuspěla ani při obhajobě titulu na Copa America v Chile, kdy byla domácími (pozdějším vítězem) po eliminaci Suareze a nařízené penaltě ve čtvrtfinále vyřazena (25. června 2015, 1 : 0).